# 그리스도 수도원
그리스도 수도원(포르투갈어: Convento de Cristo 콘벤투 드 크리스투[*])은 포르투갈 토마르에 위치한 로마 가톨릭의 종교 건물로, 그 유래는 12세기 성전 기사단의 요새에서 비롯하였다. 14세기 성전 기사단이 해체된 뒤 기사단의 포르투갈 지부는 토마르에 본부를 둔 그리스도 기사단으로 바뀌어 15세기 포르투갈의 해양 탐사를 지원하였다.
12세기부터 18세기까지에 걸쳐 로마네스크, 마누엘, 고딕, 르네상스, 매너리즘, 바로크에 이르기까지 시대에 따른 다양한 건축 양식이 혼재된 토마르의 그리스도 수도원은 포르투갈에서 가장 중요한 역사적, 예술적 유산 중 하나로, 1983년 이래로 유네스코 세계유산 목록에 등재되었다.

그리스도 수도원 - Convento de Cristo
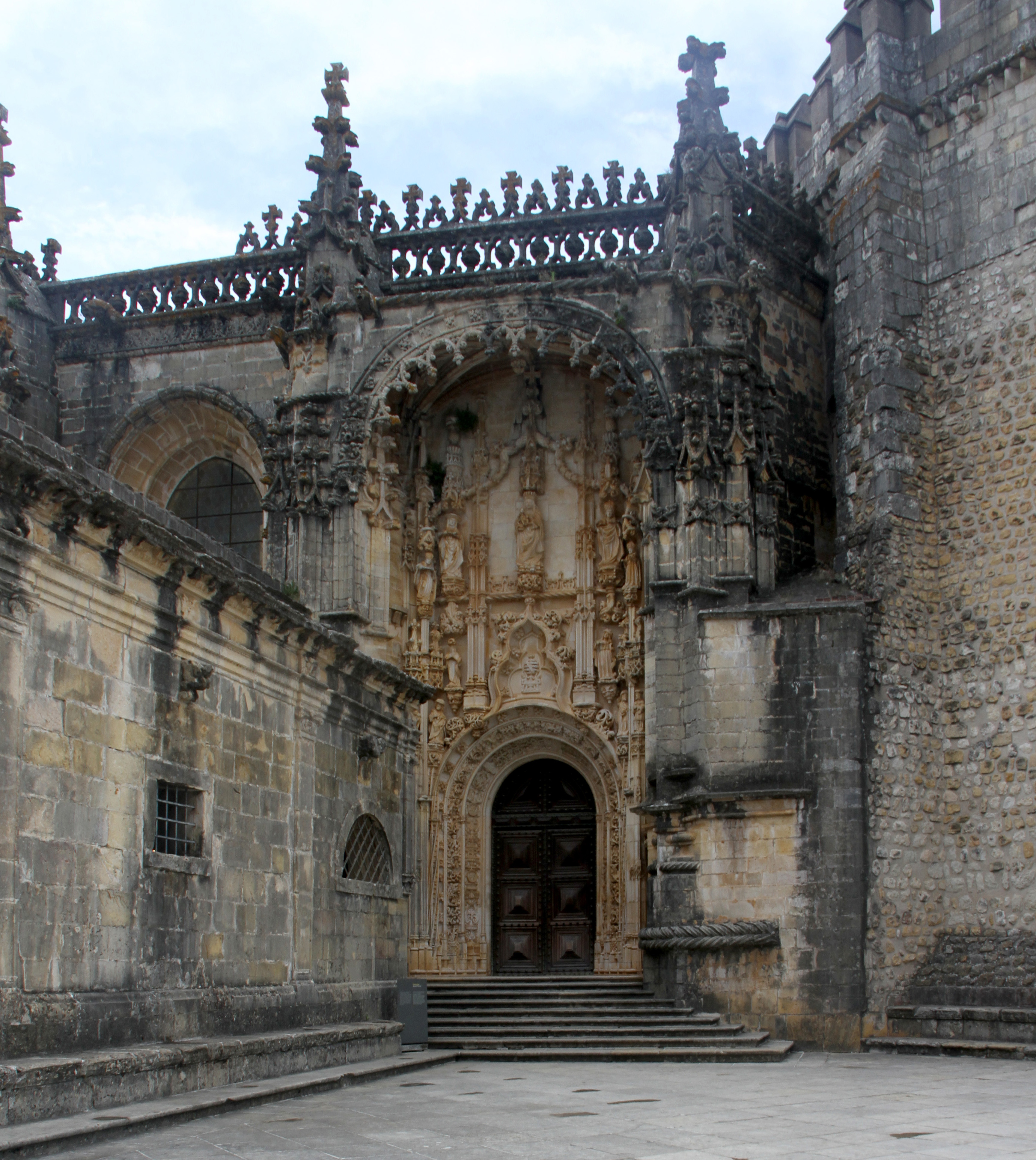
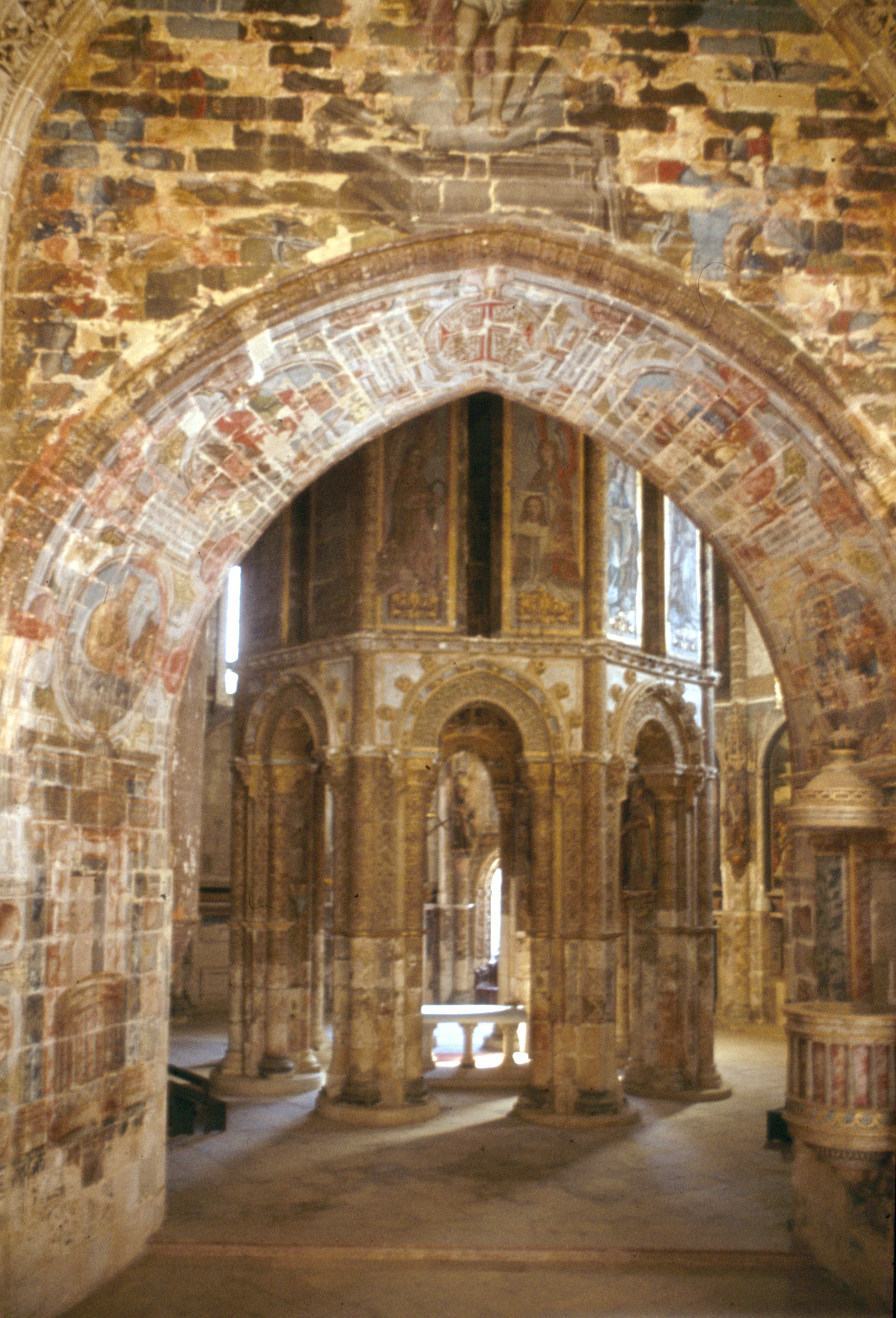
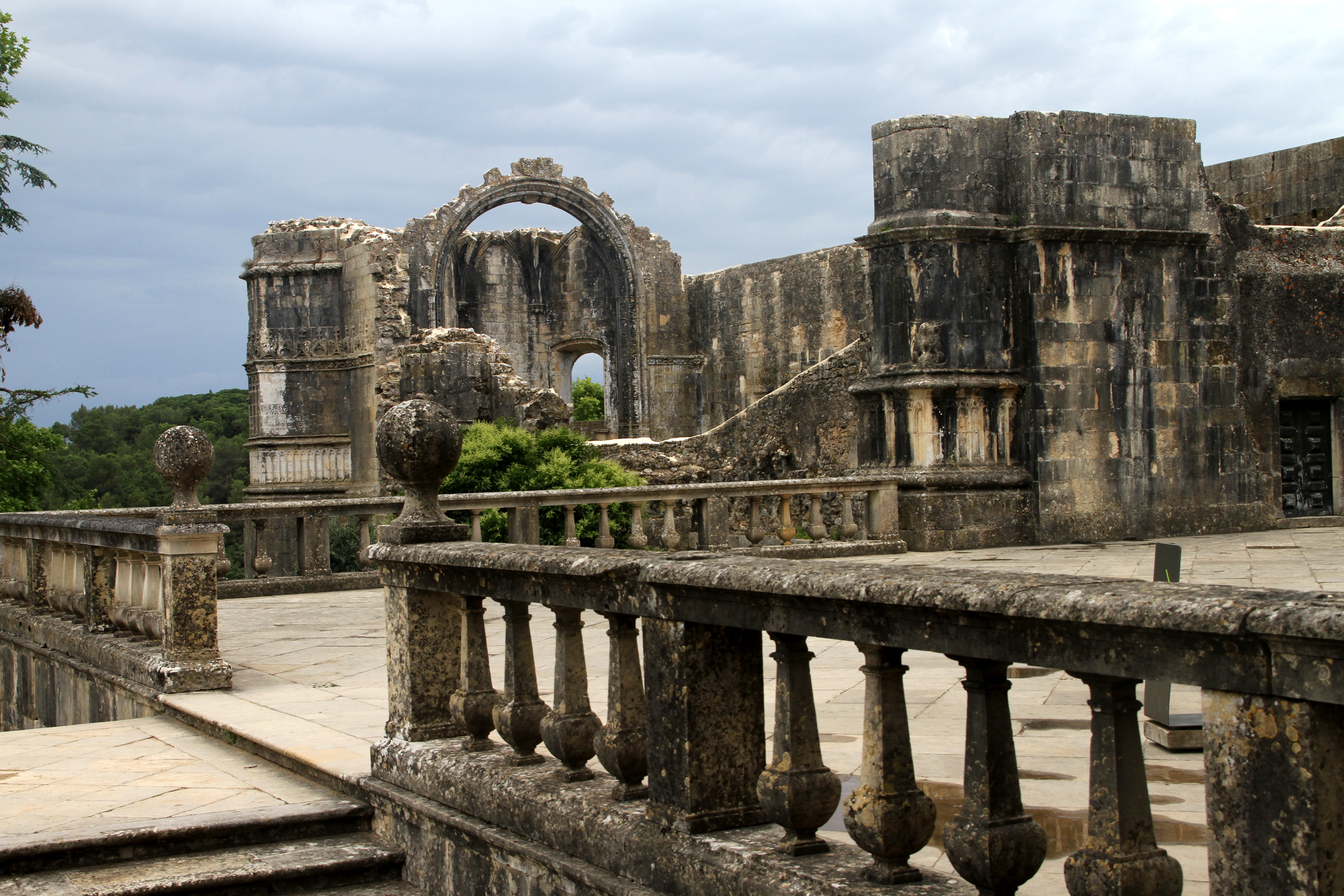
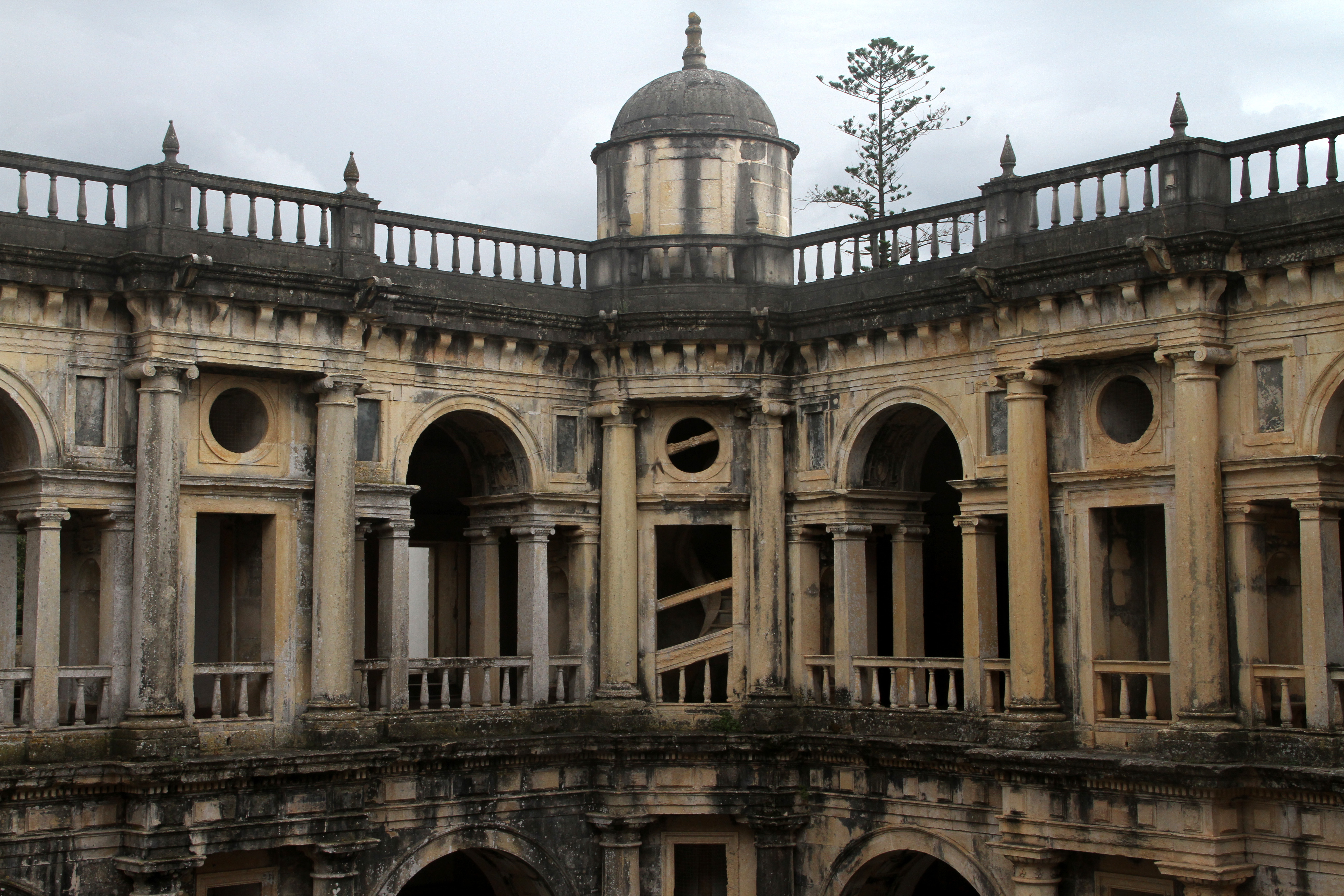
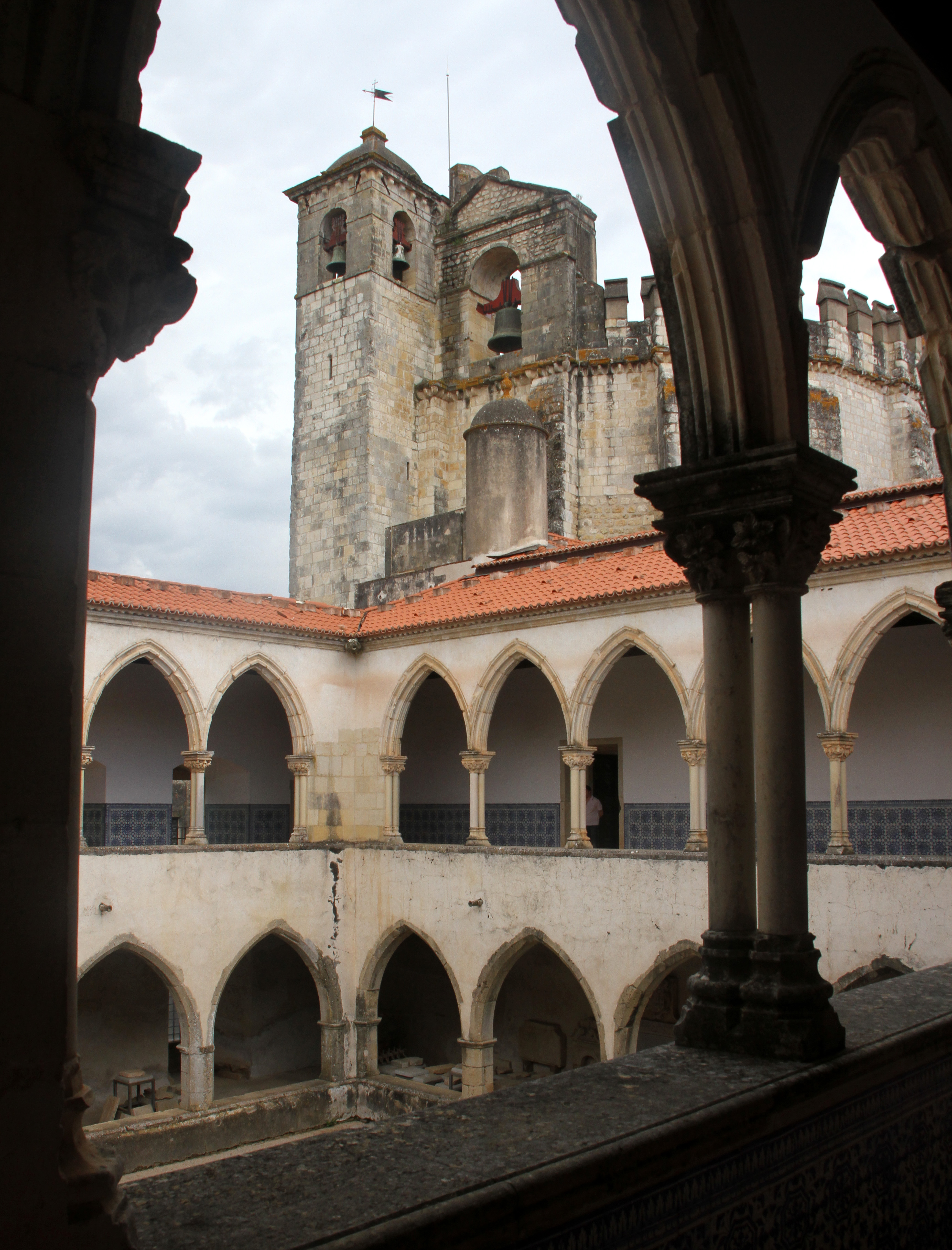
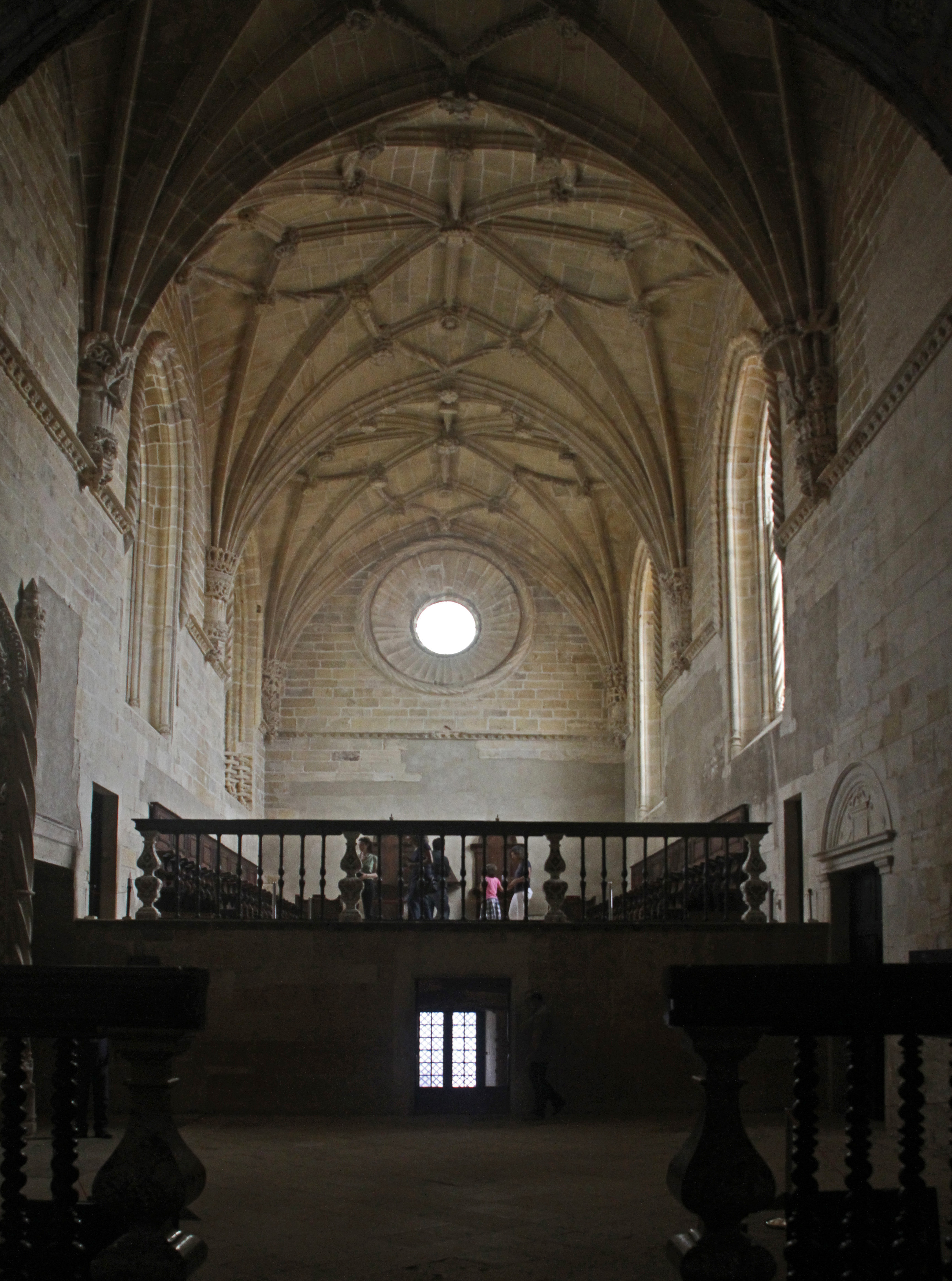
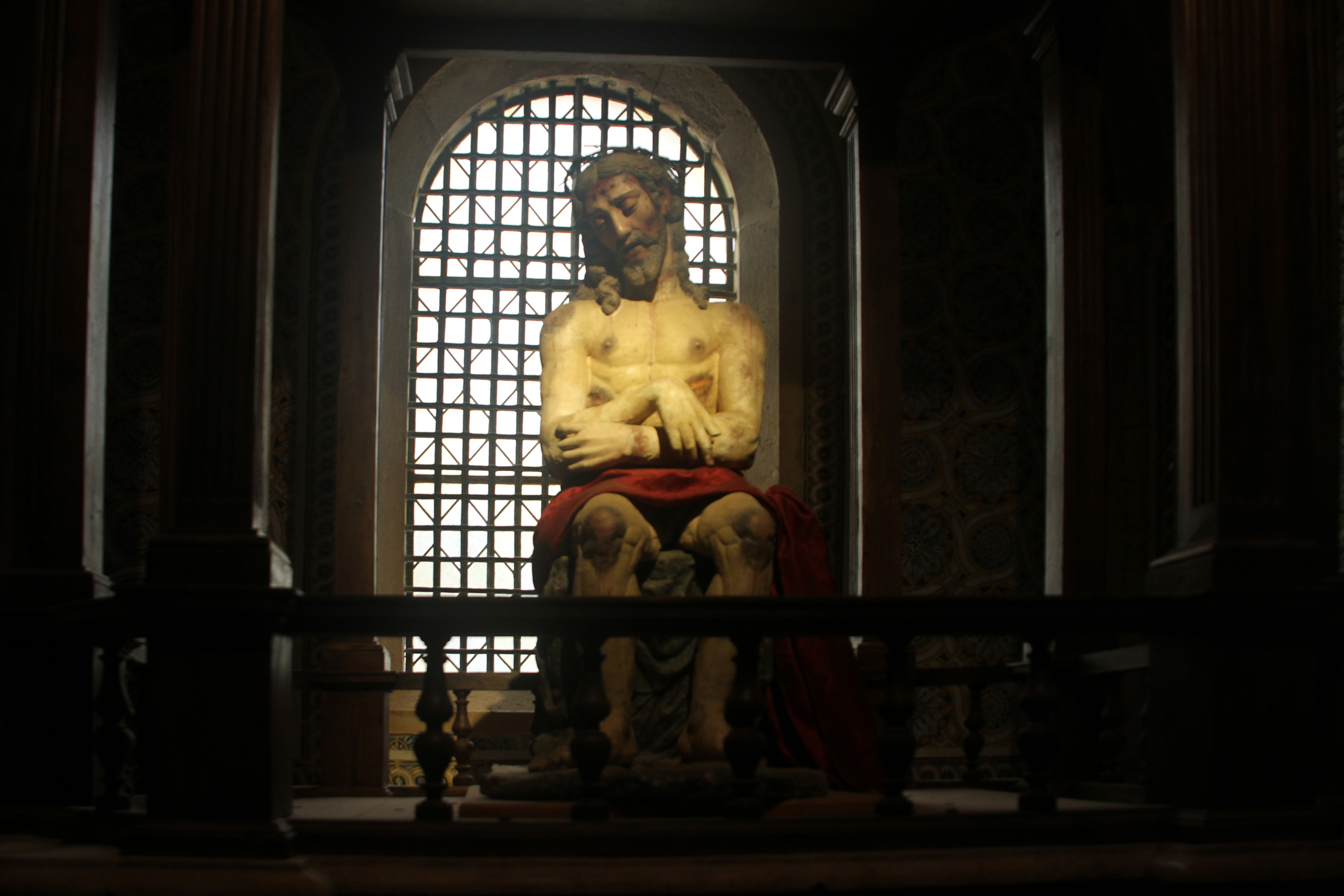
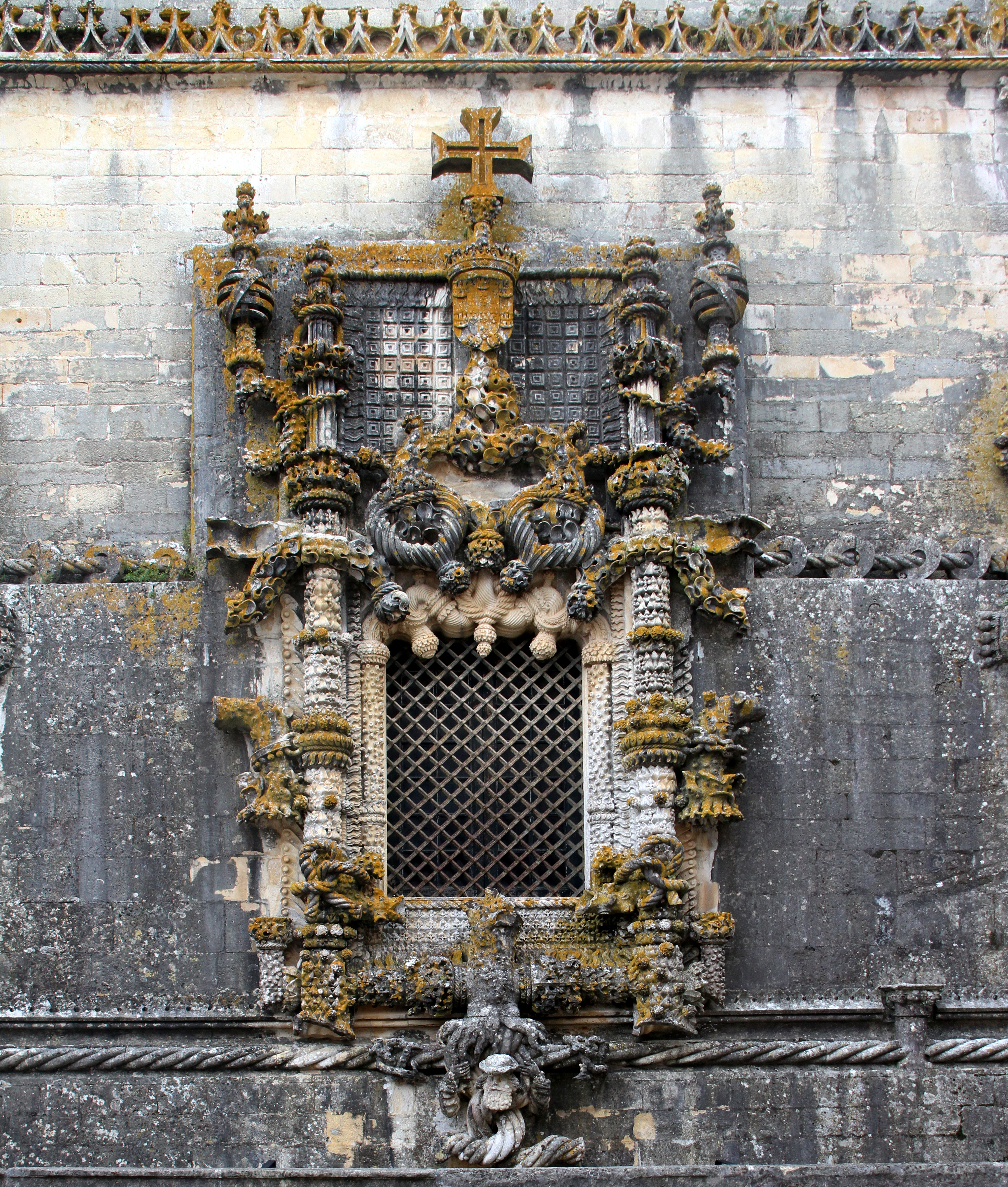